# Sorgen för glädien går
Sorgen för glädien går (tyska: Man spricht wenn Gott erfreut) är en tysk psalm skriven av Michael Weisse. Psalmen översattes till svenska av Sigfridus Aronus Forsius.

## Publicerad i
- Den svenska psalmboken 1694 som nummer 334 under rubriken "Psalmer i Bedröfwelse/ Kors och Anfächtning".
- 1695 års psalmbok som nummer 286 under rubriken "Psalmer i Bedröfwelse / Korss och Anfächtning".[1]